# Carly Rae Jepsen
Carly Rae Jepsen, född 21 november 1985 i Mission i British Columbia, är en kanadensisk sångerska och låtskrivare. Hon kom trea i den femte säsongen av kanadensiska Idol. 
Strax efter att ha tävlat i Idol blev hon kontrakterad av Fontana och MapleMusic, och gav ut sitt debutalbum Tug of War 30 september 2008. Tre år senare kom en ny singel med titeln Call Me Maybe, som gavs ut av 604 Records, och som följdes av Extended Play, Curiosity 14 februari 2012. 
Jepsens karriär tog fart på allvar efter det att den kanadensiske sångaren Justin Bieber twittrade om henne. Tack vare meddelandet kontaktade Biebers manager Scooter Braun henne och därefter kontrakterade han Jepsen till sitt skivbolag School Boy.
Call Me Maybe nådde 4:e plats på Billboard 100 och första plats på den kanadensiska topplistan. Sedan har den även spridits runt världen. Jepsen har sedan 2013 ett förhållande med musikern och singer-songwritern Matthew Koma.
Från och med 2018 är hon en del av Denniz Pop Awards jury.